# آمبوردره بالا
آمبوردره بالا (به لاتین: Yuxarı Amburdərə) یک منطقه مسکونی در جمهوری آذربایجان است که در شهرستان لریک واقع شده است. آمبوردره بالا ۴۱ نفر جمعیت دارد.